# 王金相
王金相（1947年—），山东诸城人，中国人民解放军将领、中国人民解放军中将。
毕业于中央党校。2004年，接替刘振起，担任兰州军区空军政治委员。2007年，接替芮清凯，担任济南军区空军政治委员。2010年，由刘绍亮接任。2005年，授中国人民解放军中将军衔。